# Малкият, голям свят на Джесика
„Малкият, голям свят на Джесика“ (на английски: Jessica's Big Little World) е американски анимационен сериал, който е спин-оф на „Крейг край реката“. Той се излъчва като част от предучилищния блок „Картунито“ на „Картун Нетуърк“ от 20 септември 2023 г. до 31 май 2024 г.

## Актьорски състав

### Главни герои
- Лучия Кънингам – Джесика Уилямс
- Алани Ийонгуе – Малък Чичо
- Озиома Акага – Голямата Джесика
- Байрън Марк Нюсъм – Дуан Уилямс, баща на Джесика и Крейг
- Кимбърли Хърбърт Грегъри – Никол Уилямс, майка на Джесика и Крейг
- Фил Ламар – Бърнард Уилямс
- Филип Соломон – Крейг Уилямс, брат на Джесика и син на Дуан и Никол

### Второстепенни герои
- Лукас Сиглър – Станлей
- Оливия Бънъм – Попи
- Лили Вилегас – Майра
- Ник Кишияма – Феликс
- Саундра Маклейн – Джоджо Уилямс

### Гостуващи роли
- Фил Морис – Ърл Уилямс
- Ноел Уелс – Келси Поколи
- Ейч Майкъл Кронър – Джей Пи Мърсър

## Производство
На 17 февруари 2021 г. е обявено, че спин-оф сериалът за предучилищна възраст, разказващ историята на малката сестра на Крейг – Джесика, е в разработка. Озаглавен като „Малкият, голям свят на Джесика“, новият сериал е насрочен да се излъчи като част от блока за предучилищна възраст „Картунито“ на „Картун Нетуърк“. На 19 януари 2022 г. е обявено, че сериалът ще се излъчи премиерно през 2023 г.
През октомври 2022 г. е обявено, че първият сезон на спин-оф сериала ще бъде изрязан наполовина от „Уорнър Брос Дискавъри“. През юли 2023 г. е обявено, че сериалът ще се излъчва като част от програмата на „Картун Нетуърк“ в допълнение към „Картунито“. Официалната му премиера е на 2 октомври 2023 г.
През ноември 2023 г. е обявено, че сериалът ще приключва след един сезон.

## В България
В България сериалът започва излъчване по локалната версия на „Картунито“ на 6 май 2024 г. с разписание всеки ден от 17:30 ч. с повторения на следващия ден от 09:30 ч. и 13:25 ч.

### Нахсинхронен дублаж
| Роля           | Изпълнител         |
| -------------- | ------------------ |
| Джесика        | Татяна Етимова     |
| Голяма Джесика | Кръстина Кокорска  |
| Дуан           | Петър Калчев       |
| Никол          | Михаела Тюлева     |
| Бърнард        | Марио Иванов       |
| Крейг          | Тихомира Темелкова |

| Обработка           | студио „Про Филмс“ |
| ------------------- | ------------------ |
| Режисьор на дублажа | Евгения Ангелова   |
| Преводач            | Джесика Петрова    |